# Église Notre-Dame de Rochepaule
L'église Notre-Dame de l’Assomption est érigée dans la commune de Rochepaule, département de l'Ardèche en région Auvergne-Rhône-Alpes. Son architecture de style néo-roman est l'œuvre des architectes Louis Besset, Emmanuel Vitou, André Devys tous deux d’Annonay et de l’entrepreneur Pierre Lafon. L'édifice est situé au cœur du hameau de La Chapelle-sous-Rochepaule.

## Historique
Les documents cités dans la bibliographie de l'article permettent d'établir la chronologie suivante : 
- 660 : Existence d’une église à Rochepaule ?
- XIe siècle : Pons de Tournon, abbé de l’Abbaye de la Chaise-Dieu fonde un prieuré. Les bénédictins présents à Rochepaule y construisent une église. Rochepaule et l’ensemble des paroisses vivaroises situées entre le Doux et l’Eyrieux dépendent alors du diocèse de Valence (Drôme).
- 1347 – 1352  : La pandémie de la Peste noire touche Rochepaule. Selon une ancienne tradition, les bénédictins succombent au mal et sont inhumés à l’écart du village à l’emplacement actuel du hameau de La-Chapelle-sous-Rochepaule. On fit bâtir par la suite, sur ce lieu un oratoire ou une petite chapelle dédiée à Marie (actuellement sous le vocable Notre-Dame). Se forme autour de cet édifice un hameau…
- 1485 : L'évêque de Valence décide par une ordonnance que cette chapelle ne peut être église paroissiale. Les us et coutumes locales lui donneront tort.
- 1562 - 1598 : Destruction de Rochepaule (Guerres de religion).
- XVIIe siècle : Des religieux de l’Ordre des Minimes remplacent les moines bénédictins.
- 1638 : Une enquête mentionne « une église en bon état, avec clocher, deux grandes cloches, cimetière, (...) deux chapelles, l'une sous le vocable de sainte Marguerite et l'autre sous le nom de saint Blaise, (...) la première existe toujours, l'autre (a) été emportée par la rivière du Doux »
- 1789 : Révolution…
- 1793 : Fermeture de l’église au culte ?
- 1802 : Réouverture officielle au culte : l’église demeure paroissiale dans le cadre de la mise en place de l’organisation temporelle concordataire. La Chapelle-sous-Rochepaule est alors rattachée au diocèse de Mende
- 1835 : Constitution du cadastre « napoléonien » de Rochepaule. L’église apparait sur le plan. Elle est rattachée au diocèse de Viviers depuis 1822.
- 1863 - 1865 : Reconstruction de l’église sur le même emplacement.
- 1906 : Inventaire de l’église dans le cadre de la Loi de séparation des Églises et de l'État. L'opération ne peut se dérouler : les ponts d’accès au hameau sont coupés…
- 1937 : Rénovation du clocher : mise en place de lauzes.
- 1989- 1990 : Campagne de travaux : rénovation et réaménagement extérieur et intérieur.
- 1994 : Les paroisses catholiques de Devesset, La-Chapelle-sous-Rochepaule, Le Pouzat, Rochepaule, Saint-Agrève, Saint-André-en-Vivarais, Saint-Jean-Roure, Saint-Jeure-d'Andaure et Saint-Romain-le-Désert forment l’« Ensemble Inter Paroissial de Saint-Agrève ».
- 2003 : Création de la paroisse « Saint-Agrève en Vivarais », par fusion des paroisses catholiques de l’« Ensemble Inter Paroissial de Saint-Agrève » (1er janvier) [1].

## Description générale
L’édifice a une seule nef et suit le plan d’une croix latine. Originalité, son clocher n’est pas en façade mais situé à l’angle formé par le chœur et un bras du transept. Les toitures sont couvertes de lauzes, celle du clocher d’ardoises depuis 1989 seulement.

## Vocable
Notre-Dame de l’Assomption est la patronne de cette église.

## Visite de l'édifice

### Le sanctuaire
Plusieurs éléments contemporains aux fonctions liturgiques précises : 
- le siège de présidence,
- la Croix du Christ,
- l’ambon,
- l’autel,

permettent ici la célébration « face au peuple » selon la liturgie issue du Concile Vatican II.
A ces éléments s'ajoute le tabernacle.

### Vitraux
Les vitraux représentent des portraits en pied de saints ou des scènes sacrées. Ceux du XXe siècle ont été réalisés par les Ateliers Thomas Vitraux de Valence pour. Les fidèles, les visiteurs peuvent reconnaître notamment :
- Le Bon Pasteur (1965).
- La Nativité (1965).
- La Sainte Famille (1944).
- Saint Jean-François Régis évangélisant le Velay (3 eme quart du XIXe siècle). Saint très populaire en Ardèche, il est vénéré à Lalouvesc, village situé à environ 10 km de l’église.
- L’Annonciation (1944).
- Saint Pie X (1962).
- Apparition de la vierge à Jean-Marie Baptiste Vianney dans sa chambre à coucher en 1840 (1962).
- Vierge en gloire (3 eme quart du XIXe siècle).

Le vitrail le plus récent (1980) est décoratif.

### Sculptures

#### Statues
Plusieurs statues décorent l'église : 
- Sainte Philomène
- Notre Dame de Lourdes
- Sainte Germaine
- Saint Roch
- Saint Joseph,
- Saint François Régis
- Sacré Cœur de Jésus
- Sainte Thérèse de Lisieux
- Saint François de Sales
- Saint Jean-Marie Vianney, curé d’Ars
- Saint Antoine.
- Christ en croix.

Elles datent soit de la fin du XIXe siècle, soit de la première moitié du XXe siècle et sont l’œuvre pour certaines des statuaires lyonnais Pierre Vermare ou G Bachini.

#### Autres éléments sculptés
Citons encore : 
- les fonts baptismaux ;
- la chaire, aujourd'hui inutilisée, conservée comme élément décoratif ;

Ils portent la signature de Régis Delorme, ébéniste local.

### Objets classés
La base Palissy recense plusieurs objets de l'église du XIXe siècle depuis les 16 décembre 1982 et 12 janvier 1983 :
- un « Christ en croix » [2],
- une porte cloutée à parecloses[3],
- les autels de la sainte Vierge et de saint Joseph [4],
- l’ancien maitre-autel [5].

### Harmonium
L’harmonium présent a été construit durant la premier moitié du XXe siècle.

### Cloches
Le clocher abrite trois cloches : 
- la plus ancienne coulée en 1765 par le fondeur lyonnais Jacques Ducray,
- les deux plus récentes ont été créées par la Fonderie Paccard en 1884.

## Chronologie des curés

### ? – 1994
Un curé, aidé parfois d'un vicaire a la charge de la paroisse dont le territoire correspond approximativement à une partie de celui de la commune.

### 1994 – 2003
Une équipe presbytérale dont les membres sont « curés in solidum » (responsables solidairement) a la charge de l’ensemble de l’Ensemble Inter Paroissial.

### Depuis 2003
Avec la création de la paroisse Saint-Agrève-en-Vivarais succédant à l’Ensemble Inter paroissial une Équipe d’Animation Pastorale (E.A.P.) composée de laïcs en mission et de prêtres nommés « curés in solidum » a la charge de la paroisse nouvelle.